# Вільям Фіхтнер
Ві́льям Фі́хтнер (англ. William Fichtner; нар. 27 листопада 1956) — американський актор.

## Біографія
Вільям Фіхтнер народився 27 листопада 1956 року на військово-повітряній базі Мітчелл в східній частині Нью-Йорка. Батьки Вільям та Патрісія Фіхтнер, вихідці з Німеччини. В сім'ї було ще чотири його сестри: Мері, Маргарет, Памела і Патрісія. Вільям виріс у місті Чіктовага, штат Нью-Йорк, де закінчив середню школу Мерівейл в 1974 році. Навчався у державному коледжі Фармінгдейл потім в університеті Брокпорт, який закінчив у 1978 році зі ступенем бакалавра з кримінального судочинства. Потім він став студентом американської академії драматичних мистецтв в Нью-Йорку. У 1987 році вперше з'явився на екрані в мильній опері «Як обертається світ» під псевдонімом Джош Шнайдер. Також знімався у фільмах «Армагеддон» (1998), «Ідеальний шторм» (2000), «Падіння „Чорного яструба“» (2001), «Еквілібріум» (2002).
Вільям Фіхтнер до 1996 року був одружений з Бетсі Айдем. У 1998 році одружився з Кімберлі Каліл. Від кожного шлюбу має по дитині.

## Фільмографія

### Фільми
| Рік  |    | Українська назва                 | Оригінальна назва                          | Роль                        |
| ---- | -- | -------------------------------- | ------------------------------------------ | --------------------------- |
| 1992 | ф  | Малколм Ікс                      | Malcolm X                                  | поліцейський                |
| 1994 | ф  | Телевікторина                    | Quiz Show                                  | менеджер                    |
| 1995 | тф | Батько для Чарлі                 | A Father for Charlie                       | шериф                       |
| 1995 | ф  | Віртуозність                     | Virtuosity                                 | Волас                       |
| 1995 | ф  | Дивні дні                        | Strange Days                               | Дуейн Енгелман              |
| 1995 | ф  | Протистояння                     | Heat                                       | Роджер ван Зант             |
| 1995 | ф  |                                  | Underneath                                 | Томмі Данді                 |
| 1996 | ф  | Альбіно Алігатор                 | Albino Alligator                           | Лоу                         |
| 1997 | ф  | Контакт                          | Contact                                    | Кент                        |
| 1998 | ф  | Армагеддон                       | Armageddon                                 | полковник Вільям Шарп       |
| 1999 | ф  | Екстазі                          | Go                                         | Берк                        |
| 2000 | ф  | Втопимо Мону!                    | Drowning Mona                              | Філ Дірлі                   |
| 2000 | ф  | Два життя                        | Passion of Mind                            | Аарон Рейллі                |
| 2000 | ф  | Ідеальний шторм                  | The Perfect Storm                          | Девід «Саллі» Салліван      |
| 2001 | ф  | Перл-Гарбор                      | Pearl Harbor                               | батько Денні                |
| 2001 | ф  | Що могло бути гірше?             | What's the Worst That Could Happen?        | детектив Алекс Тардіо       |
| 2001 | ф  | Падіння «Чорного яструба»        | Black Hawk Down                            | сержант Джеф Сандерсон      |
| 2002 | ф  | Еквілібріум                      | Equilibrium                                | Юрген                       |
| 2004 | ф  | Зіткнення                        | Crash                                      | Фланаган                    |
| 2005 | ф  | Все або нічого                   | The Longest Yard                           | капітан Кнауер              |
| 2005 | ф  | Містер і місіс Сміт              | Mr. & Mrs. Smith                           | доктор Векслер              |
| 2005 | тф | Емпайр-Фоллс                     | Empire Falls                               | Джиммі Мінті                |
| 2006 | ф  | Ультрафіолет                     | Ultraviolet                                | Гарт                        |
| 2007 | ф  | Леза слави                       | Blades of Glory                            | Даррен Макелрой             |
| 2008 | ф  | Темний лицар                     | The Dark Knight                            | менеджер банку              |
| 2009 | в  | Втеча з в'язниці: Фінальна втеча | Prison Break: The Final Break              | Алекс Махоун                |
| 2010 | тф | Ніч та день                      | Night and Day                              | Ден Голлістер               |
| 2010 | ф  | Божевільне побачення             | Date Night                                 | прокурор Френк Креншоу      |
| 2011 | ф  | Скажені перегони                 | Drive Angry                                | Наглядач                    |
| 2012 | тф | Кодове ім'я «Джеронімо»          | Seal Team Six: The Raid on Osama Bin Laden | містер Гуйдрі               |
| 2013 | ф  | Фантом                           | Phantom                                    | Алекс                       |
| 2013 | ф  | Самотній Рейнджер                | The Lone Ranger                            | Бутч Кавендіш               |
| 2013 | ф  | Елізіум                          | Elysium                                    | Джон Карлайл                |
| 2014 | ф  | Місцевий                         | The Homesman                               | Вестер Белкнап              |
| 2014 | ф  | Черепашки-ніндзя                 | Teenage Mutant Ninja Turtles               | Ерік Сакс                   |
| 2016 | ф  | День незалежності 2              | Independence Day: Resurgence               | генерал Адамс               |
| 2016 | ф  |                                  | American Wrestler: The Wizard              | тренер Плайлер              |
| 2017 | ф  | Спекотні літні ночі              | Hot Summer Nights                          | Шеп                         |
| 2017 | ф  | Сусід                            | The Neighbor                               | Майк                        |
| 2017 | ф  | Кристал                          | Krystal                                    | доктор Фарлі                |
| 2018 | ф  | 12 мужніх                        | 12 Strong                                  | Джон Ф. Малголланд-молодший |
| 2018 | ф  |                                  | Traffik                                    | Містере Вейнрайт            |
| 2018 | ф  |                                  | O.G.                                       | Данверс                     |
| 2018 | ф  |                                  | Armed                                      | Річард                      |
| 2018 | ф  |                                  | Cold Brook                                 | Тед Маркхем                 |
| 2018 | ф  |                                  | All the Devil's Men                        | Бреннан                     |
| 2019 | ф  |                                  | The Gettysburg Address                     | Джон Джордж Ніколай         |
| 2019 | ф  |                                  | Josie & Jack                               | Реберн                      |
| 2019 | ф  |                                  | Finding Steve McQueen                      | Енцо Ротелла                |
| 2021 | ф  |                                  | The Space Between                          | Донні Рамсон                |
| 2021 | ф  | Торт зі смаком помсти            | The Birthday Cake                          | дядько Рікардо              |
| 2023 | ф  | Гіпнотик                         | Hypnotic                                   | Деллрейн                    |

### Серіали
| Рік       |    | Українська назва        | Оригінальна назва    | Роль                      |
| --------- | -- | ----------------------- | -------------------- | ------------------------- |
| 1987—1994 | с  | Як обертається світ     | As the World Turns   | Род Ландрі                |
| 1989      | с  | Людина на ім'я «Яструб» | A Man Called Hawk    | Борос                     |
| 1989      | с  | Рятівники Малібу        | Baywatch             | Говард Гпнца              |
| 1994—1995 | с  | Грейс у вогні           | Grace Under Fire     | Раян Спаркс               |
| 2002      | с  |                         | MDs                  | доктор Брюс Келлерман     |
| 2004      | с  | Західне крило           | The West Wing        | Джастін Крістофер Малреді |
| 2005      | мс | Американський тато      | American Dad!        | Гарланд                   |
| 2005—2006 | с  |                         | Invasion             | шериф Том Андерлей        |
| 2006—2009 | с  | Втеча з в'язниці        | Prison Break         | Алекс Махоун              |
| 2009—2011 | с  | Антураж                 | Entourage            | Філ Ягода                 |
| 2013—2014 | с  |                         | Crossing Lines       | Карл Хікман               |
| 2015—2016 | с  | Імперія                 | Empire               | Джеймсон Хентроп          |
| 2016      | с  | Стрілець                | Shooter              | Ретфорд О'Браєн           |
| 2016—2021 | с  | Матуся                  | Mom                  | Адам Яніковський          |
| 2019      | с  | Віцепрезидент           | Veep                 | Фелікс Вейд               |
| 2020      | с  | Корпорація              | Corporate            | Бретт                     |
| 2022      | с  |                         | Joe vs. Carole       | Рік Кіркхем               |
| 2023      | с  |                         | The Company You Keep | Лео                       |

### Озвучення відеоігор
| Рік  |    | Українська назва               | Оригінальна назва              | Роль          |
| ---- | -- | ------------------------------ | ------------------------------ | ------------- |
| 2002 | вг | Grand Theft Auto: Vice City    | Grand Theft Auto: Vice City    | Кен Розенберг |
| 2004 | вг | Grand Theft Auto: San Andreas  | Grand Theft Auto: San Andreas  | Кен Розенберг |
| 2008 | вг | Turok                          | Turok                          | Логан         |
| 2011 | вг | Call of Duty: Modern Warfare 3 | Call of Duty: Modern Warfare 3 | Сендмен       |
| 2012 | вг | Infex                          | Infex                          | адміністратор |
| 2013 | вг | Disney Infinity                | Disney Infinity                | Бутч Кавендіш |
| 2014 | вг | Teenage Mutant Ninja Turtles   | Teenage Mutant Ninja Turtles   | Шреддер       |